# Mirin
Mirin (味醂/ みりん (vị lẩm)) [miɾiɴ] là một loại gia vị thiết yếu được sử dụng trong ẩm thực Nhật Bản. Nó là một loại rượu gạo tương tự như sake, nhưng với hàm lượng cồn thấp hơn và hàm lượng đường cao hơn. Lượng đường này là một carbohydrate phức tạp hình thành tự nhiên trong quá trình lên men; người ta không thêm đường vào đó. Hàm lượng cồn được hạ thấp hơn nữa khi chất lỏng được đun nóng.

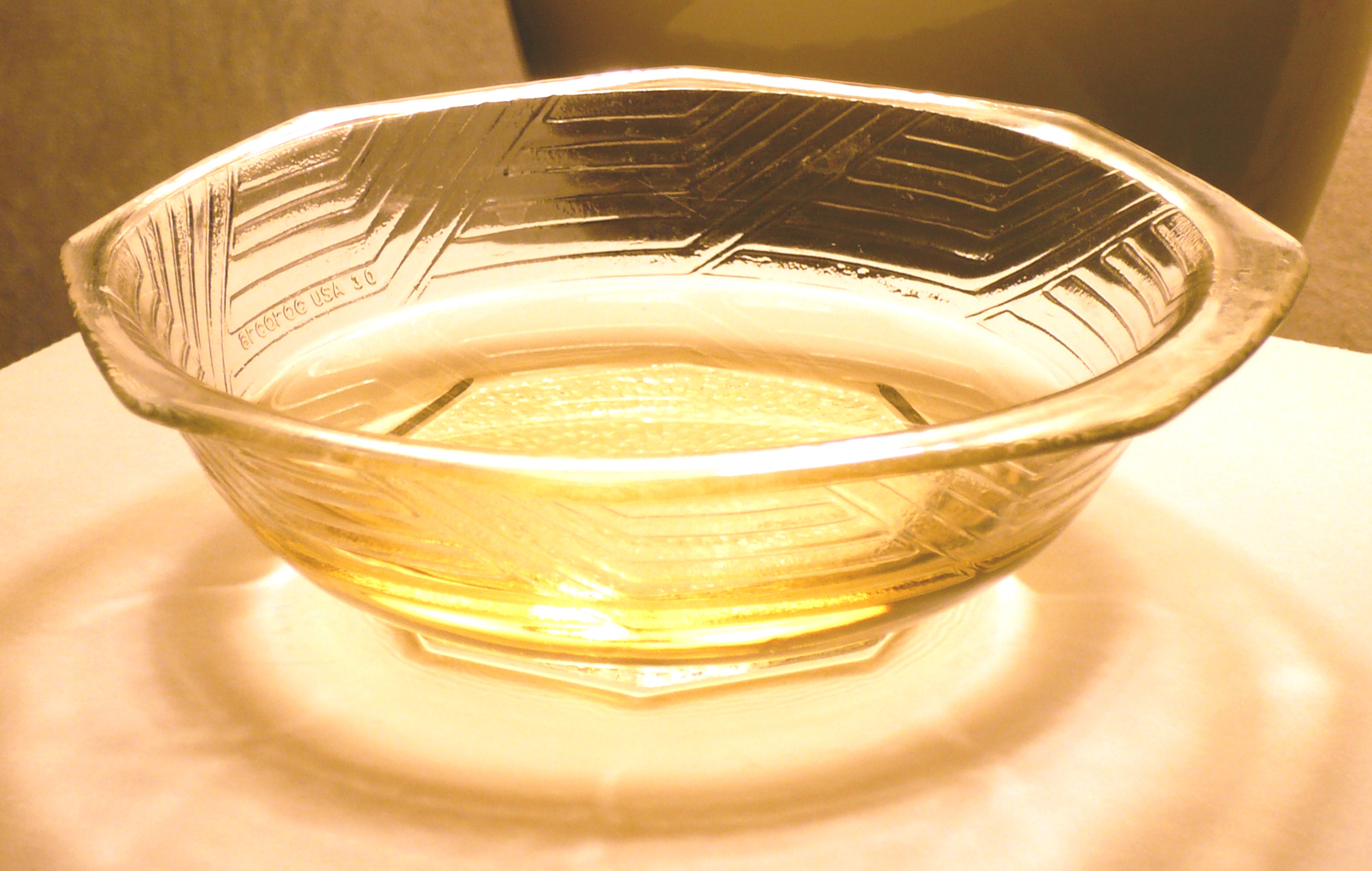
Một bát lớn đựng mirin

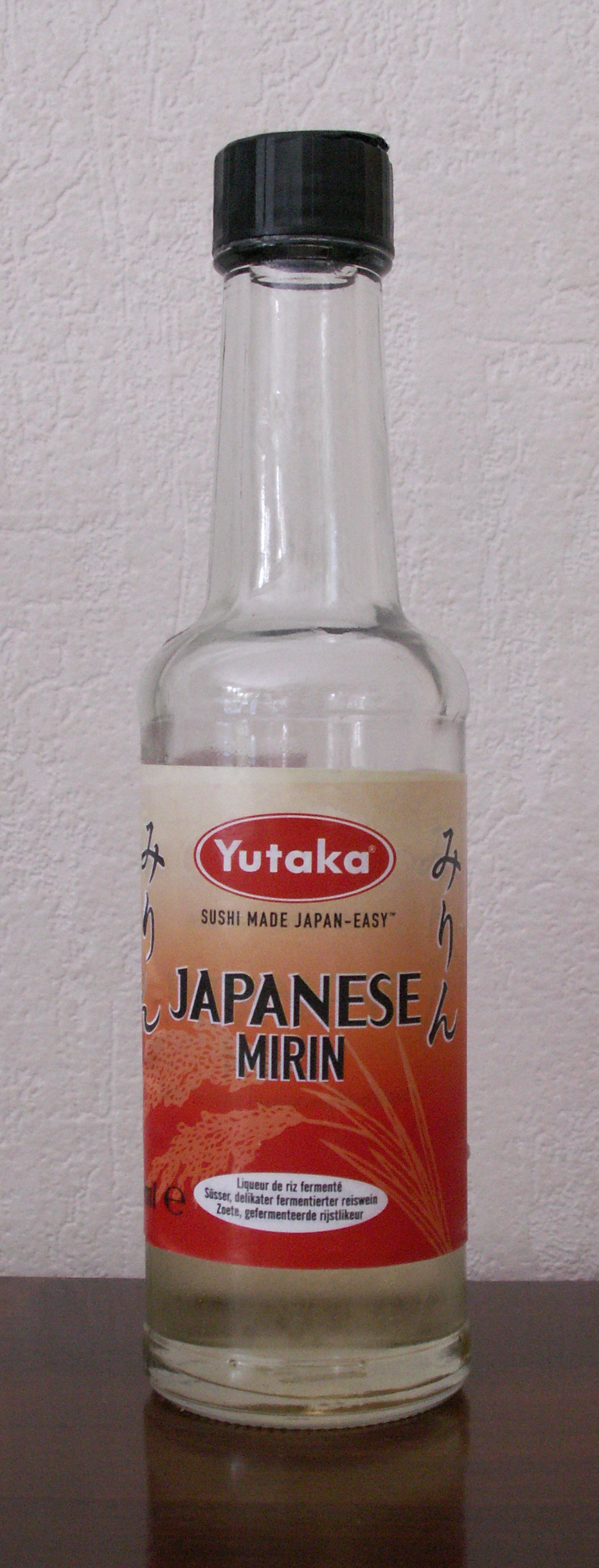
Một chai rượu mirin thương phẩm của Nhật Bản

Có ba loại mirin nói chung. Loại đầu tiên là hon mirin (nghĩa là mirin thật), có chứa khoảng 14% cồn và được tạo ra bởi quá trình ngâm gạo vào nước ấm (đường hoá) trong khoảng bốn mươi tới sáu mươi ngày. Loại thứ hai là shio mirin, chứa hàm lượng cồn dưới 1.5% để tránh thuế đồ uống có cồn. Loại thứ ba là shin mirin (nghĩa là mirin mới), hoặc mirin-fu chomiryo (nghĩa là làm vị như mirin), chứa ít hơn 1% lượng cồn mà vẫn giữ được cùng hương vị.
Trong thời kỳ Edo, mirin được thưởng thức dưới dạng amazake. Otoso, việc thưởng thức truyền thống vào Shōgatsu, có thể được làm bằng cách ngâm một hỗn hợp gia vị trong mirin.
Trong phong cách ẩm thực Kansai, mirin được đun sôi nhẹ trước khi thưởng thức, để cho một phần rượu dậy mùi, trong khi với phong cách khu vực Kantō, mirin được thưởng thức trực tiếp không qua đun nóng. Loại rượu mirin đun sôi phong cách Kansai được gọi là nikiri mirin (煮切り味醂) (nghĩa là mirin đun sôi kĩ).
Mirin được sử dụng để tạo mùi vị tươi cho món cá kẹp vỉ (nướng), hoặc để giảm bới mùi tanh. Một lượng nhỏ mirin thường được sử dụng thay thế cho đường và nước tương. Tuy nhiên, không nên sử dụng quá mức vì hương vị của nó khá mạnh. Nó đôi khi được sử dụng kèm với sushi. Mirin được sử dụng trong loại sốt cho teriyaki.
Ngày 30 tháng 11 hằng năm được công nhận là ngày của hon-mirin bởi ngành công nghiệp mirin, vì trong tiếng Nhật, từ chỉ ngày này được phát âm giống như '11' (いい, tốt) và '30' (みりん, mirin).